# Кайамари
Кайамари (англ. Kiamari) — техсил, расположенный в центральной и западной части пакистанского города Карачи, столицы провинции Синд. На территории техсила расположен порт Карачи и обширная береговая линия с песчаными пляжами, небольшими островами и мангровыми леса. В состав техсила не входит остров Манора, на территории которого расположена база ВМС Пакистана.

## Географическое положение
Техсил граничит с кольцевой автодорогой N-25 National Highway и рекой Лайари на северо-востоке, с рекой Хаб на северо-западе и Аравийским морем на юге. Техсил состоит из 8 союзных советов.

## Населения
В 1998 году население техсила составляло 383 788 человек.

## Галерея

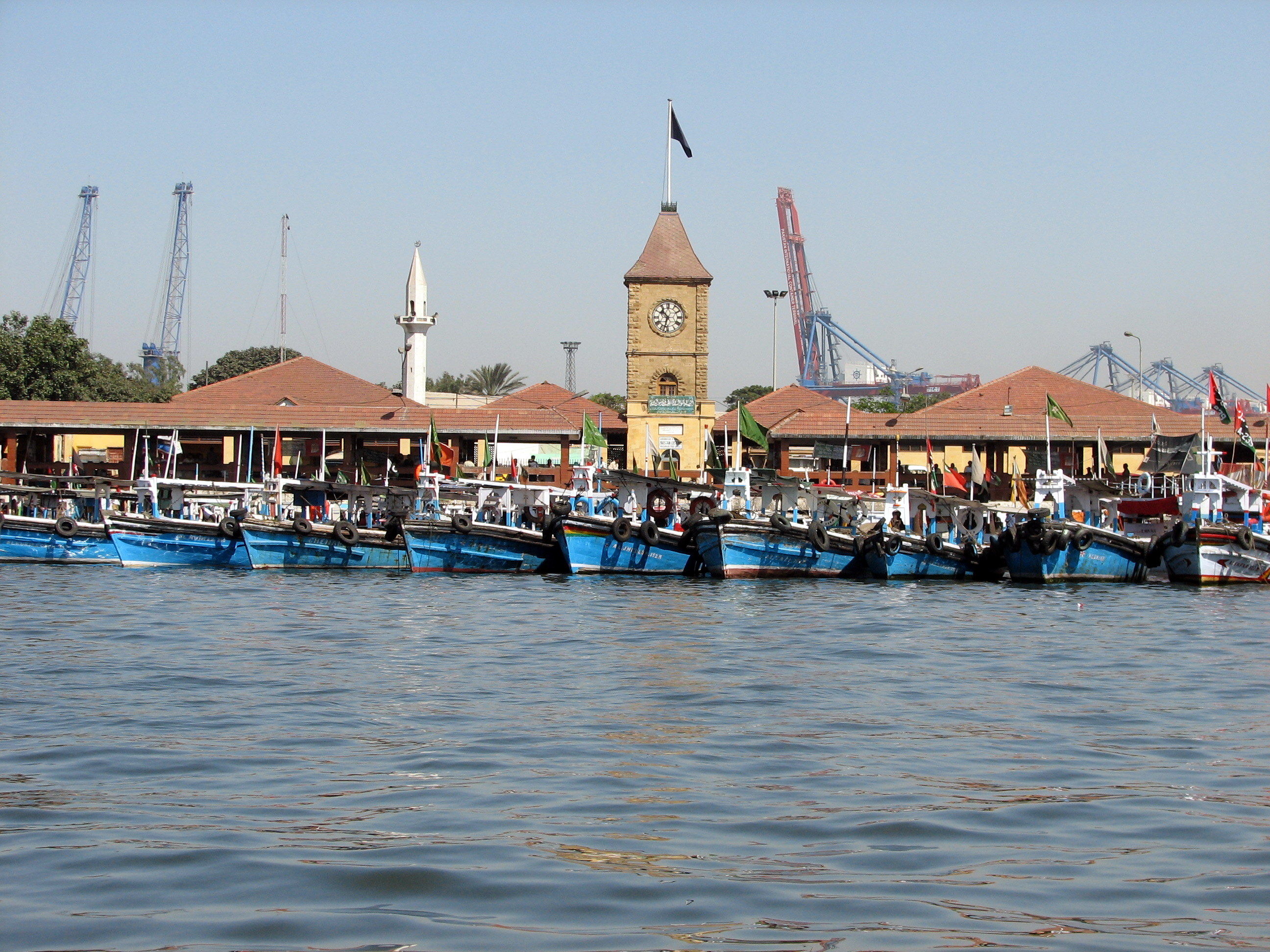

## Власть
- Назим — Хумайюн Хан
- Наиб назим — Аслам Сасоли
- Администратор — Мухаммад Али